# Карчміська (гміна)
Гміна Карчміська (пол. Gmina Karczmiska) — сільська гміна у східній Польщі. Належить до Опольського повіту Люблінського воєводства.
Станом на 31 грудня 2011 у гміні проживало 5806 осіб.

## Площа
Згідно з даними за 2007 рік площа гміни становила 95.21 км², у тому числі:
- орні землі: 72.00%
- ліси: 22.00%

Таким чином, площа гміни становить 11.84% площі повіту.

## Населення
Станом на 31 грудня 2011:
| Опис     | Загалом | Загалом | Чоловіки | Чоловіки | Жінки | Жінки |
| -------- | ------- | ------- | -------- | -------- | ----- | ----- |
| одиниця  | осіб    | %       | осіб     | %        | осіб  | %     |
| все      | 5806    | 100     | 2883     | 49.66    | 2923  | 50.34 |
| міське   | 0       | 100     | 0        |          | 0     |       |
| сільське | 5806    | 100     | 2883     | 49.66    | 2923  | 50.34 |

## Сусідні гміни
Гміна Карчміська межує з такими гмінами: Казімеж-Дольни, Лазіська, Ополе-Любельське, Понятова, Вонвольниця, Вількув.